# 東日本交通 (東京都)
東日本交通株式会社（ひがしにほんこうつう）は、東京都渋谷区笹塚に本社を置く、タクシー・大型タクシーを運行する会社である。

## 概要
東京都・渋谷区を拠点としてタクシーを運行しており、　タクシーは65台を保有する。かつては、最新型タクシーの一つである日産・NV200を導入したことがあるほか現在では、トヨタ・ジャパンタクシーを導入し日産・セドリックなどを置き換えている。
主に多摩地区・新宿をはじめとした都内でタクシーを運行している。観光地巡りやその他長距離運行もしている。東京無線協同組合にも加盟している。
また渋谷で唯一自家用LPGスタンドを保有している。
優良事業者表彰を21年連続して受賞している企業でもある。
完全個室社員寮を所有しており職場からも近くアクセスが良い。

## 沿革
- 1980年（昭和55年）7月 - 東京無線協同組合に加盟
- 1995年（平成7年）1月 - 保険業務を開始する
- 2014年（平成26年）3月　- 日産NV200を導入する